# Берегові укріплення

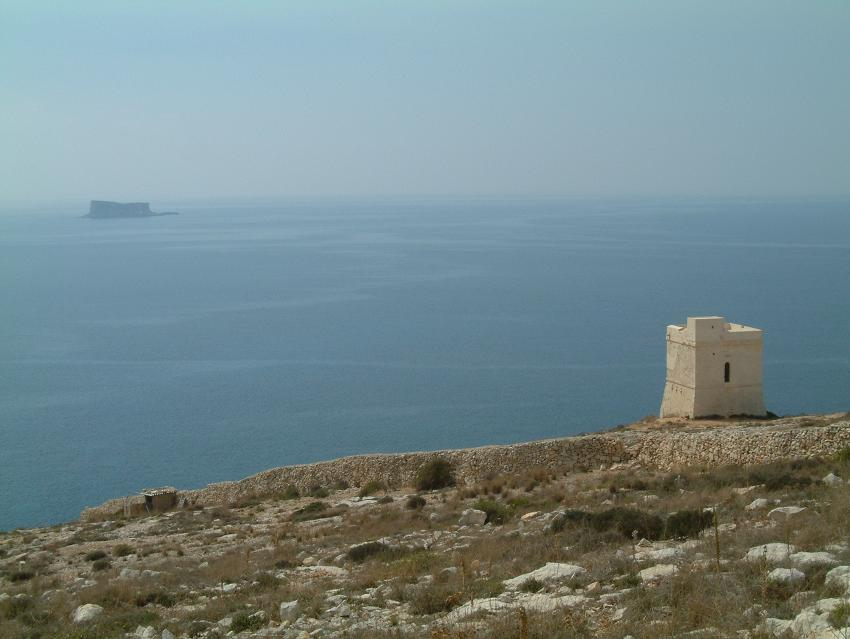
Берегові укріплення на Мальті

Берегові укріплення — система фортифікаційних споруд, призначених для берегової оборони. Споруджувалися переважно перед війною для оборони військово-морських баз, портів, важливих ділянок морського узбережжя, островів і проток від нападу противника з моря.

## Елементи берегових укріплень
Складовими частинами берегових укріплень є:
- відкриті і закриті дерев'яні, земляні, залізобетонні позиції;
- броньовані башти для берегової артилерії і пускові установки ракет;
- фортеці і форти;
- підземні сховища і склади;
- лінії загороджень.

## Берегові укріплення в СРСР
Під час Другої світової війни в СРСР були побудовані потужні берегові укріплення для оборони підходів з моря до Ленінграда, Севастополя, Кольського затоки. Основу їх на ряді напрямків становили форти, озброєні гарматами калібру до 406 міліметрів з дальністю стрільби до 46 кілометрів. Форти являли собою потужну артилерійську батарею із системою оборонних фортифікаційних споруд, які забезпечували її захист з боку моря і з суші. Він мав автономну систему енергопостачання, складські приміщення, командні пункти, приміщення для особового складу, які перебували глибоко під землею або в скелях і з'єднувалися забетоновані підземними переходами. Наприклад, у фортах під Ленінградом розміщувалося близько 200 гармат; лише форти «Серая Лошадь» та «Красная Горка» мали 16 одиниць 305-мм гармат, не рахуючи артилерійських установок меншого калібру. Форти сприяли забезпеченню стійкості Оранієнбаумського плацдарму протягом всієї блокади Ленінграда. Важливе значення мали також потужні берегові укріплення для баштових батарей берегової артилерії. Наприклад, баштові батареї номер 30 і 35 у Севастополі, номер 315 на острові Езель під час війни зазнали масованих ударів ворожої авіації, неодноразово застосовували авіабомби масою 1000 кілограм і 420-кг снаряди. Однак потрапляння цих бомб і снарядів не викликало руйнувань всередині приміщень баштових батарей. Ефективними також виявилися довготривалі споруди, побудовані для відкритих берегових батарей 100-180-мм гармат.

## Берегові укріплення в Німеччині
Під час Другої світової війни в Німеччині потужні берегові укріплення були на острові Гельголанд, у Вільгельмсгафені, Кілі.